# Elezioni comunali in Lombardia del 2016
Il 5 giugno 2016 (con ballottaggio il 19 giugno) in Lombardia si tennero le elezioni per il rinnovo di numerosi consigli comunali.

## Milano

### Milano
| Candidati e Liste                         | Voti    | %     | Seggi |
| ----------------------------------------- | ------- | ----- | ----- |
| Giuseppe Sala                             | 224 156 | 41,70 | 29    |
| Partito Democratico                       | 145 933 | 28,97 | 22    |
| Noi, Milano                               | 38 674  | 7,68  | 5     |
| Sinistra per Milano                       | 19 281  | 3,83  | 2     |
| Italia dei Valori                         | 3 454   | 0,69  | -     |
| Stefano Parisi                            | 219 218 | 40,78 | 14+1  |
| Forza Italia                              | 101 802 | 20,21 | 7     |
| Lega Nord                                 | 59 313  | 11,77 | 4     |
| Milano Popolare                           | 15 803  | 3,14  | 1     |
| Io Corro per Milano - Milano Unica        | 15 215  | 3,02  | 1     |
| Fratelli d'Italia - Alleanza Nazionale    | 12 197  | 2,42  | -     |
| Partito Pensionati                        | 2 164   | 0,43  | -     |
| Gianluca Corrado                          | 54 099  | 10,06 | 4+1   |
| Movimento 5 Stelle                        | 52 376  | 10,40 | 4     |
| Basilio Vincenzo Rizzo                    | 19 143  | 3,56  | 0+1   |
| Milano in Comune (PRC-PCd'I-AET-POS)      | 17 635  | 3,50  | -     |
| Marco Cappato                             | 10 104  | 1,88  | -     |
| Radicali Federalisti Laici Ecologisti     | 9 390   | 1,86  | -     |
| Nicolò Mardegan                           | 6 018   | 1,12  | -     |
| Noi per Milano - Il Popolo della Famiglia | 5 804   | 1,15  | -     |
| Natale Azzaretto                          | 2 220   | 0,41  | -     |
| Partito Comunista dei Lavoratori          | 2 108   | 0,42  | -     |
| Luigi Santambrogio                        | 1 483   | 0,28  | -     |
| Alternativa Municipale                    | 1 477   | 0,29  | -     |
| Maria Teresa Baldini                      | 1 143   | 0,21  | -     |
| Fuxia People                              | 1 095   | 0,22  | -     |
| Totale alle liste                         | 503.721 | 100   | 47    |
| TOTALE                                    | 537.584 | 100   | 50    |

### Cassano d'Adda
| Candidati e Liste                      | Voti  | %      | Seggi |
| -------------------------------------- | ----- | ------ | ----- |
| Roberto Maviglia                       | 4.418 | 50,50  | -     |
| Partito Democratico                    | 1.714 | 21,40  | 4     |
| Etica Ecologista                       | 1.469 | 18,34  | 4     |
| Sinistra per Cassano                   | 752   | 9,32   | 2     |
| Mario Albé                             | 2.578 | 29,47  | 1     |
| Lega Nord                              | 1.594 | 19,91  | 3     |
| Forza Italia                           | 486   | 6,07   | 1     |
| Fratelli d'Italia - Alleanza Nazionale | 322   | 4,02   | -     |
| Elena Bornaghi                         | 635   | 7,26   | 1     |
| Cassano Obiettivo Comune               | 600   | 7,49   | -     |
| Antonio Rizza                          | 441   | 5,04   | '-    |
| Movimento 5 Stelle                     | 425   | 5,31   | -     |
| Andrea Savino                          | 432   | 4,94   | -     |
| Io Scelgo Cassano Groppello Cascine    | 335   | 4,18   | -     |
| Cassano Sicura                         | 89    | 1,11   | -     |
| Concetta Sannino                       | 244   | 2,79   | -     |
| Trasparenza e Legalità                 | 222   | 2,77   | -     |
| Totale alle liste                      | 8.008 | 100,00 | 14    |
| TOTALE                                 | 8.748 | 100,00 | 16    |

### Corbetta
| Candidati e Liste                                                                          | Voti  | %      | Seggi |
| ------------------------------------------------------------------------------------------ | ----- | ------ | ----- |
| Marco Ballarini                                                                            | 2.480 | 27,78  | -     |
| Viviamo Corbetta                                                                           | 1.548 | 18,22  | 7     |
| Forza Corbetta                                                                             | 678   | 7,98   | 3     |
| Rivoluzione Cristiana                                                                      | 71    | 0,84   | -     |
| Fulvio Giuseppe Rondena                                                                    | 2.292 | 25,67  | 1     |
| Partito Democratico                                                                        | 1.747 | 20,56  | 2     |
| Il Gabbiano                                                                                | 443   | 5,21   | -     |
| Luca Giovanni Ferrari                                                                      | 2.255 | 25,26  | 1     |
| Lega Nord                                                                                  | 1.732 | 20,38  | 1     |
| Fratelli d'Italia - Alleanza Nazionale-Movimento Italia per Corbetta-Progetto per Corbetta | 425   | 5,00   | -     |
| Daniele De Felice                                                                          | 1.208 | 13,53  | 1     |
| Movimento 5 Stelle                                                                         | 1.171 | 13,78  | -     |
| Sonia Labate                                                                               | 429   | 4,81   | -     |
| Sinistra per Corbetta                                                                      | 422   | 4,97   | -     |
| Cristina Calati                                                                            | 264   | 2,96   | -     |
| Lista Rosa                                                                                 | 260   | 3,06   | -     |
| Totale alle liste                                                                          | 8.497 | 100,00 | 13    |
| TOTALE                                                                                     | 8.928 | 100,00 | 16    |

### Nerviano
| Candidati e Liste              | Voti  | %      | Seggi |
| ------------------------------ | ----- | ------ | ----- |
| Massimo Cozzi                  | 3.093 | 38,11  | -     |
| Lega Nord                      | 2.010 | 26,55  | -     |
| Con Nerviano                   | 489   | 6,46   | 1     |
| Gruppo Indipendente Nervianese | 454   | 6,00   | 1     |
| Sergio Parini                  | 2.170 | 26,74  | 1     |
| Gente per Nerviano             | 831   | 10,97  | 1     |
| Tutti per Nerviano             | 609   | 8,04   | 1     |
| Scossa Civica                  | 463   | 6,11   | -     |
| Daniele Cozzi                  | 1.829 | 22,54  | 1     |
| Nerviano in Comune             | 1.752 | 23,14  | 1     |
| Edi Camillo                    | 1.023 | 12,61  | 1     |
| Movimento 5 Stelle             | 964   | 12,73  | -     |
| Totale alle liste              | 7.572 | 100,00 | 13    |
| TOTALE                         | 8.115 | 100,00 | 16    |

### Peschiera Borromeo
| Candidati e Liste                      | Voti   | %      | Seggi |
| -------------------------------------- | ------ | ------ | ----- |
| Caterina Molinari                      | 3.628  | 34,21  | -     |
| Peschiera Riparte                      | 2.313  | 24,30  | 8     |
| Peschiera Bene Comune                  | 805    | 8,46   | 2     |
| Luca Zambon                            | 3.066  | 28,91  | -     |
| Partito Democratico                    | 1.684  | 17,69  | 1     |
| Avanti con Luca Zambon Sindaco         | 939    | 9,86   | 1     |
| Lega Federalisti                       | 100    | 1,05   | -     |
| Carla Maria Bruschi                    | 2.550  | 24,05  | 1     |
| Forza Italia                           | 1.245  | 13,08  | 1     |
| Lega Nord                              | 872    | 9,16   | -     |
| Fratelli d'Italia - Alleanza Nazionale | 289    | 3,04   | -     |
| Davide Toselli                         | 1.361  | 12,83  | 1     |
| Movimento 5 Stelle                     | 1.272  | 13,36  | -     |
| Totale alle liste                      | 9.519  | 100,00 | 13    |
| TOTALE                                 | 10.605 | 100,00 | 16    |

### Pioltello
| Candidati e Liste                      | Voti   | %      | Seggi |
| -------------------------------------- | ------ | ------ | ----- |
| Ivonne Cosciotti                       | 4.964  | 36,83  | -     |
| Partito Democratico                    | 2.522  | 19,93  | 9     |
| Lista per Pioltello                    | 861    | 6,80   | 3     |
| Partito Socialista Italiano-Altri      | 664    | 5,25   | 2     |
| Vivere Pioltello                       | 506    | 4,00   | 1     |
| Sinistra per Pioltello                 | 209    | 1,65   | -     |
| Adriano Alessandrini                   | 4.135  | 30,68  | 1     |
| Forza Italia                           | 1.387  | 10,96  | 2     |
| Lega Nord                              | 1.160  | 9,17   | 1     |
| Polo per Pioltello                     | 1.118  | 8,84   | 1     |
| Fratelli d'Italia - Alleanza Nazionale | 181    | 1,43   | -     |
| Monica Sivieri                         | 1.997  | 14,82  | 1     |
| Movimento 5 Stelle                     | 1.883  | 14,88  | 1     |
| Marcello Menni                         | 1.929  | 14,31  | 1     |
| Progetto Pioltello                     | 751    | 5,93   | 1     |
| Pioltello Merita                       | 521    | 4,12   | -     |
| Lega Federalisti                       | 295    | 2,33   | -     |
| N.O.I. Pioltello                       | 94     | 0,74   | -     |
| Movimento Cittadino Pioltello          | 86     | 0,68   | -     |
| Fulvio Mario Beretta                   | 452    | 3,35   | -     |
| Sinistra e Costituzione                | 280    | 2,21   | -     |
| Territorio e Società                   | 136    | 1,07   | -     |
| Totale alle liste                      | 12.654 | 100,00 | 21    |
| TOTALE                                 | 13.477 | 100,00 | 24    |

### Rho
| Candidati e Liste                        | Voti   | %      | Seggi |
| ---------------------------------------- | ------ | ------ | ----- |
| Pietro Romano                            | 10.193 | 44,14  | -     |
| Partito Democratico                      | 7.279  | 33,57  | 13    |
| Rho Passirana Terrazzana Mazzo Lucernate | 965    | 4,45   | 1     |
| Sinistra Ecologia Libertà                | 801    | 3,69   | 1     |
| Italia dei Valori                        | 457    | 2,11   | -     |
| Marco Tizzoni                            | 8.678  | 37,58  | 1     |
| Gente di Rho                             | 2.713  | 12,51  | 3     |
| Lega Nord                                | 2.279  | 10,51  | 2     |
| Forza Italia                             | 1.688  | 7,79   | 1     |
| Rho Popolare                             | 1.066  | 4,92   | 1     |
| Fratelli d'Italia - Alleanza Nazionale   | 375    | 1,73   | -     |
| Mirko Venchiarutti                       | 2.217  | 9,60   | 1     |
| Movimento 5 Stelle                       | 2.134  | 9,84   | -     |
| Simone Bettinelli                        | 833    | 3,61   | -     |
| Forza Rho                                | 679    | 3,13   | -     |
| Rho nel Cuore                            | 137    | 0,63   | -     |
| Cataldo Giuseppe Salerno                 | 636    | 2,75   | -     |
| Rho per la Famiglia                      | 582    | 2,68   | -     |
| Mauro Rossetti                           | 536    | 2,32   | -     |
| Rifondazione Comunista                   | 525    | 2,42   | -     |
| Totale alle liste                        | 21.680 | 100,00 | 22    |
| TOTALE                                   | 23.093 | 100,00 | 24    |

### San Giuliano Milanese
| Candidati e Liste                                  | Voti   | %      | Seggi |
| -------------------------------------------------- | ------ | ------ | ----- |
| Marco Segala                                       | 4.415  | 28,85  | -     |
| Lega Nord                                          | 1.715  | 12,02  | 7     |
| Forza Italia                                       | 1.550  | 10,86  | 6     |
| Fratelli d'Italia - Alleanza Nazionale             | 539    | 3,78   | 2     |
| San Giuliano al Centro (Area Popolare-Città Nuova) | 223    | 1,56   | -     |
| Alessandro Lorenzano                               | 4.457  | 29,13  | 1     |
| Partito Democratico                                | 3.464  | 24,28  | 3     |
| Insieme                                            | 479    | 3,36   | -     |
| Fare Bene la Nostra Città                          | 227    | 1,59   | -     |
| Giorgio Salvo                                      | 2.861  | 18,70  | 1     |
| Movimento 5 Stelle                                 | 2.688  | 18,84  | 1     |
| Luigia Greco                                       | 2.101  | 13,73  | 1     |
| Gina! Gina Greco Sindaco                           | 1.511  | 10,59  | 1     |
| Progettiamo Insieme                                | 484    | 3,39   | -     |
| Francesco Marchini                                 | 1.253  | 8,19   | 1     |
| Sinistra Ecologia Libertà                          | 706    | 4,95   | -     |
| Partito Socialista Italiano                        | 345    | 2,42   | -     |
| Partecipazione e Diritto                           | 126    | 0,88   | -     |
| Luigi Pietro Romano Marchitelli                    | 216    | 1,41   | -     |
| San Giuliano Bene Comune                           | 212    | 1,49   | -     |
| Totale alle liste                                  | 14.269 | 100,00 | 20    |
| TOTALE                                             | 15.303 | 100,00 | 24    |

## Bergamo

### Caravaggio
| Candidati e Liste                 | Voti  | %      | Seggi |
| --------------------------------- | ----- | ------ | ----- |
| Claudio Bolandrini                | 2.455 | 29,48  | -     |
| Partito Democratico               | 1.217 | 16,50  | 6     |
| Bolandrini Sindaco per Caravaggio | 981   | 13,30  | 4     |
| Ettore Pietro Pirovano            | 3.105 | 37,28  | 1     |
| Lega Nord                         | 1.823 | 24,72  | 2     |
| Noi con Pirovano                  | 924   | 12,53  | 1     |
| Augusto Baruffi                   | 1.849 | 22,20  | 1     |
| Prima Caravaggio                  | 783   | 10,62  | 1     |
| Caravaggio nel Cuore              | 763   | 10,35  | -     |
| Giovanni Agostino Castelli        | 627   | 7,53   | -     |
| Movimento 5 Stelle                | 610   | 8,27   | -     |
| Sebastiano Baroni                 | 293   | 3,52   | -     |
| Sinistra per Caravaggio           | 274   | 3,72   | -     |
| Totale alle liste                 | 7.375 | 100,00 | 14    |
| TOTALE                            | 8.329 | 100,00 | 16    |

### Treviglio
| Candidati e Liste                      | Voti   | %      | Seggi |
| -------------------------------------- | ------ | ------ | ----- |
| Juri Fabio Imeri                       | 5.762  | 41,49  | -     |
| Lega Nord                              | 2.475  | 18,98  | 5     |
| Io Treviglio                           | 1.831  | 14,04  | 4     |
| Con Mangano X Treviglio                | 761    | 5,83   | 1     |
| Fratelli d'Italia - Alleanza Nazionale | 331    | 2,54   | -     |
| Erik Molteni                           | 4.618  | 33,25  | 1     |
| Partito Democratico                    | 2.024  | 15,52  | 2     |
| Molteni Sindaco                        | 1.211  | 9,28   | 1     |
| Lista Arancio                          | 914    | 7,01   | -     |
| Italia dei Valori                      | 195    | 1,50   | -     |
| Gianluca Pignatelli                    | 1.864  | 13,42  | 1     |
| Forza Italia                           | 932    | 7,15   | -     |
| Pignatelli Sindaco                     | 658    | 5,04   | -     |
| Prima Treviglio                        | 174    | 1,33   | -     |
| Emanuele Calvi                         | 1.372  | 9,88   | 1     |
| Movimento 5 Stelle                     | 1.287  | 9,87   | -     |
| Giuseppe D'Acchioli                    | 271    | 1,95   | -     |
| Treviglio è Nostra                     | 250    | 1,92   | -     |
| Totale alle liste                      | 13.043 | 100,00 | 13    |
| TOTALE                                 | 13.887 | 100,00 | 16    |

## Lodi

### Codogno
| Candidati e Liste   | Voti  | %      | Seggi |
| ------------------- | ----- | ------ | ----- |
| Francesco Passerini | 4.032 | 52,73  | -     |
| Lega Nord           | 1.915 | 26,38  | 5     |
| Forza Italia        | 1.055 | 14,54  | 3     |
| Moderati            | 505   | 6,96   | 1     |
| Codogno Nuova       | 351   | 4,84   | -     |
| Vincenzo Ceretti    | 2.632 | 34,42  | 1     |
| Partito Democratico | 1.860 | 25,63  | 3     |
| Codogno Insieme 2.0 | 651   | 8,97   | 1     |
| Mauro Bassanini     | 982   | 12,84  | 1     |
| Movimento 5 Stelle  | 921   | 12,69  | -     |
| Totale alle liste   | 7.258 | 100,00 | 14    |
| TOTALE              | 7.646 | 100,00 | 16    |

## Monza e della Brianza

### Arcore
| Candidati e Liste                      | Voti  | %      | Seggi |
| -------------------------------------- | ----- | ------ | ----- |
| Rosalba Piera Colombo                  | 2.885 | 36,59  | -     |
| Partito Democratico                    | 1.688 | 23,44  | 7     |
| Rosalba Colombo Sindaco                | 654   | 9,08   | 3     |
| Arcore al Centro                       | 152   | 2,11   | -     |
| Sinistra X Arcore                      | 144   | 2,00   | -     |
| Cristiano Puglisi                      | 2.435 | 30,88  | 1     |
| Forza Italia                           | 1.057 | 14,68  | 2     |
| Lega Nord                              | 1.021 | 14,18  | 1     |
| Fratelli d'Italia - Alleanza Nazionale | 248   | 3,44   | -     |
| Carlo Zucchi                           | 1.312 | 16,64  | 1     |
| Immagin Arcore                         | 852   | 11,83  | -     |
| Sinistra e Ambiente                    | 265   | 3,68   | -     |
| Andrea Orrico                          | 901   | 11,43  | 1     |
| Movimento 5 Stelle                     | 819   | 11,38  | -     |
| Antonio Nava                           | 352   | 4,46   | -     |
| Antonio Nava per Arcore                | 300   | 4,17   | -     |
| Totale alle liste                      | 7.200 | 100,00 | 13    |
| TOTALE                                 | 7.885 | 100,00 | 16    |

### Desio
| Candidati e Liste                      | Voti   | %      | Seggi |
| -------------------------------------- | ------ | ------ | ----- |
| Roberto Corti                          | 6.778  | 37,58  | -     |
| Partito Democratico                    | 4.860  | 28,31  | 12    |
| Desio Viva                             | 948    | 5,52   | 2     |
| La Sinistra per Desio                  | 584    | 3,40   | 1     |
| Massimo Zanello                        | 6.226  | 34,52  | 1     |
| Lega Nord                              | 2.906  | 16,93  | 3     |
| Forza Italia                           | 2.015  | 11,74  | 2     |
| La Nostra Desio                        | 428    | 2,49   | -     |
| Fratelli d'Italia - Alleanza Nazionale | 423    | 2,46   | -     |
| Desio al Centro                        | 266    | 1,55   | -     |
| Sara Montrasio                         | 2.833  | 15,71  | 1     |
| Movimento 5 Stelle                     | 2.669  | 15,55  | 1     |
| Simone Gargiulo                        | 1.170  | 6,49   | 1     |
| Lista Civica per Desio                 | 1.074  | 6,26   | -     |
| Paolo Smorta                           | 1.030  | 5,71   | -     |
| Uniti per Desio                        | 995    | 5,80   | -     |
| Totale alle liste                      | 17.168 | 100,00 | 21    |
| TOTALE                                 | 18.037 | 100,00 | 24    |

### Limbiate
| Candidati e Liste                      | Voti   | %      | Seggi |
| -------------------------------------- | ------ | ------ | ----- |
| Antonio Domenico Romeo                 | 8.047  | 52,63  | -     |
| Forza Italia                           | 2.643  | 18,28  | 6     |
| Sì per Limbiate                        | 2.626  | 18,16  | 5     |
| Lega Nord                              | 1.013  | 7,01   | 2     |
| Fratelli d'Italia - Alleanza Nazionale | 552    | 3,82   | 1     |
| Unione di Centro                       | 485    | 3,35   | 1     |
| Nuovi Orizzonti Italiani               | 322    | 2,23   | -     |
| Raffaele De Luca                       | 3.637  | 23,79  | 1     |
| Limbiate Solidale                      | 1.706  | 11,80  | 3     |
| Partito Democratico                    | 1.599  | 11,06  | 2     |
| Antonio Basile                         | 1.685  | 11,02  | 1     |
| Movimento 5 Stelle                     | 1.654  | 11,44  | 2     |
| Giorgio Andenna                        | 584    | 3,82   | -     |
| Lista Limbiate Civica                  | 549    | 3,80   | -     |
| Mario Roberto Girelli                  | 543    | 3,55   | -     |
| Siamo Limbiate                         | 518    | 3,58   | -     |
| Mario Alfieri                          | 418    | 2,73   | -     |
| + Limbiate                             | 407    | 2,82   | -     |
| Paride Tatti                           | 376    | 2,46   | -     |
| Sinistra per Limbiate                  | 384    | 2,66   | -     |
| Totale alle liste                      | 14.458 | 100,00 | 22    |
| TOTALE                                 | 15.290 | 100,00 | 24    |

### Vimercate
| Candidati e Liste        | Voti   | %      | Seggi |
| ------------------------ | ------ | ------ | ----- |
| Francesco Sartini        | 2.550  | 20,50  | -     |
| Movimento 5 Stelle       | 2.329  | 19,81  | 10    |
| Mariasole Mascia         | 5.608  | 45,09  | 1     |
| Partito Democratico      | 3.294  | 28,02  | 2     |
| Mariasole Mascia Sindaco | 1.169  | 9,95   | 1     |
| Sinistra per Vimercate   | 535    | 4,55   | -     |
| Comunità Solidale        | 354    | 3,01   | -     |
| Cristina Biella          | 2.033  | 16,35  | 1     |
| Lega Nord                | 1.277  | 10,86  | -     |
| Forza Italia             | 671    | 5,71   | -     |
| Alessandro Cagliani      | 1.916  | 15,41  | 1     |
| Noi per Vimercate        | 1.806  | 15,36  | -     |
| Roberto Re               | 330    | 2,65   | -     |
| Civica Vimercate         | 319    | 2,71   | -     |
| Totale alle liste        | 11.754 | 100,00 | 13    |
| TOTALE                   | 12.437 | 100,00 | 16    |

## Varese

### Varese
| Candidati e Liste                             | Voti   | %     | Seggi |
| --------------------------------------------- | ------ | ----- | ----- |
| Paolo Orrigoni                                | 16 734 | 47,10 | 10+1  |
| Lega Nord                                     | 5 346  | 16,24 | 4     |
| Forza Italia                                  | 3 670  | 11,15 | 3     |
| Lista Paolo Orrigoni Sindaco                  | 3 604  | 10,95 | 3     |
| Fratelli d'Italia - Varese Cresce             | 1 141  | 3,46  | -     |
| Varese Popolare                               | 902    | 2,74  | -     |
| Il Popolo della Famiglia                      | 634    | 1,92  | -     |
| Movimento Libero                              | 440    | 1,33  | -     |
| Davide Galimberti                             | 14 906 | 41,96 | 20    |
| Partito Democratico                           | 7 997  | 24,29 | 13    |
| Lista Davide Galimberti                       | 2 774  | 8,42  | 4     |
| Varese 2.0                                    | 1 292  | 3,92  | 2     |
| Progetto Concittadino                         | 1 210  | 3,67  | 1     |
| Cittadini per Varese                          | 248    | 0,75  | -     |
| Stefano Malerba                               | 2 533  | 7,13  | 0+ 1  |
| Lega Civica                                   | 2 410  | 7,32  | -     |
| Flavio Pandolfo                               | 650    | 1,82  | -     |
| La Sinistra per Varese Futura (SEL-PRC-PCd'I) | 610    | 1,85  | -     |
| Andrea Badoglio                               | 476    | 1,34  | -     |
| Varese Civica                                 | 430    | 1,30  | -     |
| Francesco Marcello                            | 223    | 0,62  | -     |
| Fronte Nazionale per l'Italia                 | 203    | 0,61  | -     |
| Totale alle liste                             | 32.744 | 100   | 30    |
| TOTALE                                        | 35.470 | 100   | 32    |

### Busto Arsizio
| Candidati e Liste                      | Voti   | %      | Seggi |
| -------------------------------------- | ------ | ------ | ----- |
| Emanuele Antonelli                     | 18.229 | 50,71  | -     |
| Lega Nord                              | 6.109  | 17,98  | 6     |
| Forza Italia                           | 5.859  | 17,25  | 5     |
| Antonelli per Busto Arsizio            | 3.013  | 8,87   | 3     |
| Busto Grande                           | 1.287  | 3,79   | 1     |
| Fratelli d'Italia - Alleanza Nazionale | 725    | 2,13   | -     |
| Indipendenti di Centro                 | 625    | 1,84   | -     |
| Gianluca Castiglioni                   | 12.007 | 33,40  | 1     |
| Partito Democratico                    | 5.964  | 17,56  | 4     |
| Busto al Centro                        | 3.994  | 11,76  | 2     |
| Cittadini per Busto                    | 464    | 1,37   | -     |
| Federazione dei Verdi                  | 418    | 1,23   | -     |
| Luigi Genoni                           | 4.082  | 11,35  | 1     |
| Movimento 5 Stelle                     | 3.934  | 11,58  | 1     |
| Alberto Rossi                          | 950    | 2,64   | -     |
| Busto a Sinistra                       | 921    | 2,71   | -     |
| Andrea Brasca                          | 681    | 1,89   | -     |
| Movimento per Busto Arsizio            | 660    | 1,94   | -     |
| Totale alle liste                      | 33.973 | 100,00 | 22    |
| TOTALE                                 | 35.949 | 100,00 | 24    |

### Caronno Pertusella
| Candidati e Liste                          | Voti  | %      | Seggi |
| ------------------------------------------ | ----- | ------ | ----- |
| Marco Giudici                              | 2.296 | 31,43  | -     |
| Partito Democratico                        | 1.835 | 26,51  | 9     |
| Unione di Centro Sinistra                  | 300   | 4,33   | 1     |
| Marco Seveso                               | 2.441 | 33,42  | 1     |
| Lega Nord                                  | 1.168 | 16,87  | 1     |
| Seveso Sindaco                             | 817   | 11,80  | 1     |
| Forza Italia-Albatros-Agorà                | 361   | 5,21   | -     |
| Augusta Maria Borghi                       | 1.563 | 21,40  | 1     |
| Incontro per Caronno Pertusella e Bariola  | 1.193 | 17,23  | 1     |
| Cittadini per Caronno Pertusella e Bariola | 315   | 4,55   | -     |
| Lorenzo Silvio Maiocchi                    | 680   | 9,31   | 1     |
| Lista Cittadina                            | 356   | 5,14   | -     |
| Fratelli d'Italia - Alleanza Nazionale     | 263   | 3,80   | -     |
| Maria Turi                                 | 224   | 3,07   | -     |
| Risveglio                                  | 218   | 3,15   | -     |
| Mara Banfi                                 | 101   | 1,38   | -     |
| Nuova Era Giustizia e Libertà              | 97    | 1,40   | -     |
| Totale alle liste                          | 6.923 | 100,00 | 13    |
| TOTALE                                     | 7.305 | 100,00 | 16    |

### Gallarate
| Candidati e Liste                      | Voti   | %      | Seggi |
| -------------------------------------- | ------ | ------ | ----- |
| Andrea Cassani                         | 10.023 | 47,30  | -     |
| Lega Nord                              | 4.379  | 21,47  | 8     |
| Forza Italia                           | 3.122  | 15,31  | 5     |
| Fratelli d'Italia - Alleanza Nazionale | 686    | 3,36   | 1     |
| Lega Civica                            | 624    | 3,06   | 1     |
| Gente di Gallarate                     | 511    | 2,51   | -     |
| Gallarate Onesta                       | 368    | 1,80   | -     |
| Edoardo Guenzani                       | 7.572  | 35,73  | 1     |
| Partito Democratico                    | 3.963  | 19,43  | 4     |
| Città è Vita                           | 2.666  | 13,07  | 3     |
| Sinistra Ecologia Libertà              | 613    | 3,01   | -     |
| Rocco Longobardi                       | 1.216  | 5,74   | 1     |
| La Nostra Gallarate 9.9                | 1.201  | 5,89   | -     |
| Roberto Borgo                          | 940    | 4,44   | -     |
| Cittadini per Gallarate                | 894    | 4,38   | -     |
| Piero Bossi                            | 575    | 2,71   | -     |
| Gallarate a Sinistra                   | 553    | 2,71   | -     |
| Pietro Francesco Maria Romano          | 445    | 2,10   | -     |
| Gallarate Futura                       | 434    | 2,13   | -     |
| Giovanni Sparacia                      | 419    | 1,98   | -     |
| Gallarate Civica                       | 384    | 1,88   | -     |
| Totale alle liste                      | 20.398 | 100,00 | 22    |
| TOTALE                                 | 21.190 | 100,00 | 24    |

### Malnate
| Candidati e Liste         | Voti  | %      | Seggi |
| ------------------------- | ----- | ------ | ----- |
| Samuele Astuti            | 4.395 | 57,70  | -     |
| Partito Democratico       | 2.731 | 37,96  | 8     |
| Malnate Sostenibile       | 909   | 12,63  | 2     |
| Lista Maria Croci Insieme | 454   | 6,31   | 1     |
| Massimo Pavesi            | 1.922 | 25,23  | 1     |
| Lega Nord                 | 1.092 | 15,18  | 2     |
| Forza Italia              | 501   | 6,96   | 1     |
| Pavesi X Malnate          | 266   | 3,70   | -     |
| Mario Genovese            | 646   | 8,48   | 1     |
| Movimento 5 Stelle        | 634   | 8,81   | -     |
| Tiziana Giganti           | 299   | 3,93   | -     |
| Malnate Futura            | 279   | 3,88   | -     |
| Antonio Barbieri          | 268   | 3,52   | -     |
| Rifondazione Comunista    | 245   | 3,41   | -     |
| Francesco Monteleone      | 87    | 1,14   | -     |
| Rivoluzione Cristiana     | 84    | 1,17   | -     |
| Totale alle liste         | 7.195 | 100,00 | 14    |
| TOTALE                    | 7.617 | 100,00 | 16    |